# Aimée Iacobescu
Aimée Iacobescu właśc. Gabriela-Aimée Iacobescu (ur. 23 czerwca 1946 we wsi Unguriu, zm. 27 marca 2018 w Bukareszcie) – rumuńska aktorka filmowa i teatralna, siostra aktora Dorela Iacobescu.

## Życiorys
Była córką lekarza wojskowego. Po raz pierwszy wystąpiła na scenie teatralnej w roku 1959. W 1967 ukończyła studia aktorskie w Narodowym Instytucie Sztuki Teatralnej i Kinematografii Iona Luca Caragialego w Bukareszcie (klasa Beaty Fredanov). Po studiach rozpoczęła pracę na deskach narodowej sceny rumuńskiej, z którą była związana przez kolejne 40 lat kariery artystycznej. W filmie zadebiutowała jeszcze w czasie studiów - w 1965 zagrała niewielką rolę w obrazie Gaudeamus igitur. Wystąpiła w szesnastu filmach fabularnych, należała do ulubionych aktorek reżysera Sergiu Nicolaescu.
Zmarła na chorobę nowotworową piersi.

## Filmografia
- 1965: Gaudeamus igitur
- 1966: Hajducy jako śpiewaczka w kawiarni
- 1967: Șapte băieți și o ștrengăriță jako Livia
- 1968: Porwanie dziewic jako Catrina Dobre
- 1971: Haiducii lui Șaptecai jako Domnița Ralu
- 1971: Zestrea domniței Ralu jako Domnița Ralu
- 1971: Săptămâna nebunilor jako Domnița Ralu
- 1972: Cu mîinile curate jako Charlotte
- 1975: Nu filmăm să ne-amuzăm jako Lucia
- 1976: Osinda jako Magda Pârâianu
- 1978: Din nou împreună jako Lissy
- 1980: Ostatnia noc miłości, pierwsza noc wojny jako prostytutka
- 1987: Cuibul de viespi jako Amy Andronache
- 2009: State de România - Student la Sorbona jako Brigitte